# Odenplan (plein)

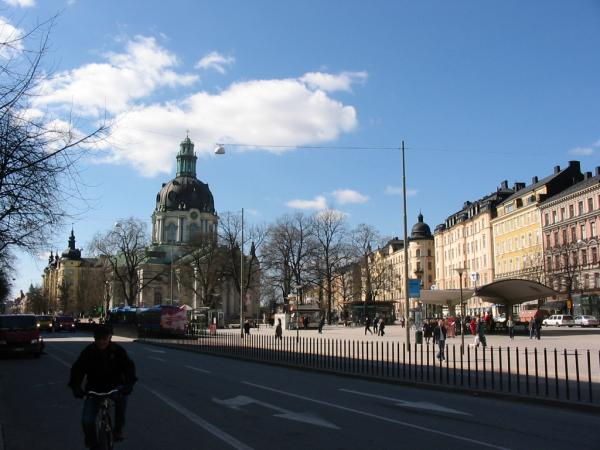
Het Odenplan.

Odenplan is een plein in de wijk Vasastaden in Stockholm. Odenplan bestaat pas sinds 1952. Op het plein ligt de Gustav Vasa kerk, die in 1906 geopend werd. Er is ook een metrostation dat dezelfde naam draagt.
- Het plein is vernoemd naar de Noordse god Odin (of Oden).
- Odenplein heeft ook een rol gespeeld in de Zweedse filmgeschiedenis; in de film Mannen på taket (1976) stortte hier een helikopter neer.